# Cynips douglasi
Cynips douglasi är en stekelart som först beskrevs av William Harris Ashmead 1896.  Cynips douglasi ingår i släktet Cynips och familjen gallsteklar. Inga underarter finns listade i Catalogue of Life.